# Нехай світить сонце
«Нехай світить сонце» (фр. Un beau soleil intérieur) — французький фільм-драма 2017 року, поставлений режисеркою Клер Дені за твором «Фрагменти мови закоханого» (1977) Ролана Барта з Жульєт Бінош та Ксав'є Бовуа в головних ролях. Стрічку було відібрано для участі у Двотижневику режисерів на 70-го Каннському міжнародному кінофестивалі (2017).

## Сюжет
50-річна художниця Ізабель (Жульєт Бінош), чий шлюб розпався, практично не бачиться з донькою, а колишній чоловік (Лоран Гревіль) постійно та марно намагається відновити їхні стосунки. Ізабель буквально обсідають чоловіки, найчастіше одружені. Один з них — зарозумілий банкір (Ксав'є Бовуа), який живе з тягою до книг і мистецтва, але який не збирається кидати дружину заради нещасної коханки. Інший — театральний актор (Ніколя Дювошель), що страждає на алкоголізм. Його невпевненість у стосунках руйнує усю ту величезну симпатію, яку Ізабель зазнає до нього. Проте жінка все одно не залишає спроб знайти справжнє кохання, нехай навіть для цього і доведеться звернутися до екстрасенса (Жерар Депардьє).

## У ролях
| • Жульєт Бінош          | … | Ізабель         |
| • Ксав'є Бовуа          | … | Вінсент, банкір |
| • Філіпп Катерін        | … | Матьє           |
| • Жозіан Баласко        | … | Максим          |
| • Ніколя Дювошель       | … | актор           |
| • Алекс Дека            | … | тонкий чоловік  |
| • Лоран Гревіль         | … | Франсуа         |
| • Бруно Подалідес       | … | Фабріс          |
| • Поль Блан             | … | Сільван         |
| • Жерар Депардьє        | … | ясновидець      |
| • Валерія Бруні-Тедескі | … | жінка ясновидця |

## Знімальна група
- Автори сценарію — Крістін Анго, Клер Дені
- Режисер-постановник — Клер Дені
- Оператор — Аньєс Годар
- Композитор — Стюарт Стейплс
- Монтаж — Ґі Лекорн

## Нагороди та номінації
| Список нагород та номінацій         | Список нагород та номінацій | Список нагород та номінацій         | Список нагород та номінацій | Список нагород та номінацій | Список нагород та номінацій |
| Кінопремія                          | Дата церемонії              | Категорія                           | Номінант(и)                 | Результат                   | Дж                          |
| ----------------------------------- | --------------------------- | ----------------------------------- | --------------------------- | --------------------------- | --------------------------- |
| Каннський міжнародний кінофестиваль | 26.05.2017                  | Премія SACD (Двотижневик режисерів) | Нехай світить сонце         | Перемога                    | [ 4 ]                       |
| Премія «Люм'єр»                     | 5.02.2018                   | Найкраща акторка                    | Жульєт Бінош                | Номінація                   | [ 5 ]                       |
| Премія Сезар                        | 2.03.2018                   | Найкраща акторка                    | Жульєт Бінош                | Номінація                   | [ 6 ]                       |